# باتريك أومالي
باتريك أومالي (بالإنجليزية: Patrick H. O'Malley, Jr.)‏ هو ممثل أمريكي، ولد في 3 سبتمبر 1890 في الولايات المتحدة، وتوفي في 21 مايو 1966 بفان نويس في الولايات المتحدة بسبب نوبة قلبية.

## وصلات خارجية
- باتريك أومالي على موقع IMDb (الإنجليزية)
- باتريك أومالي على موقع قاعدة بيانات الفيلم (الإنجليزية)